# 네비구

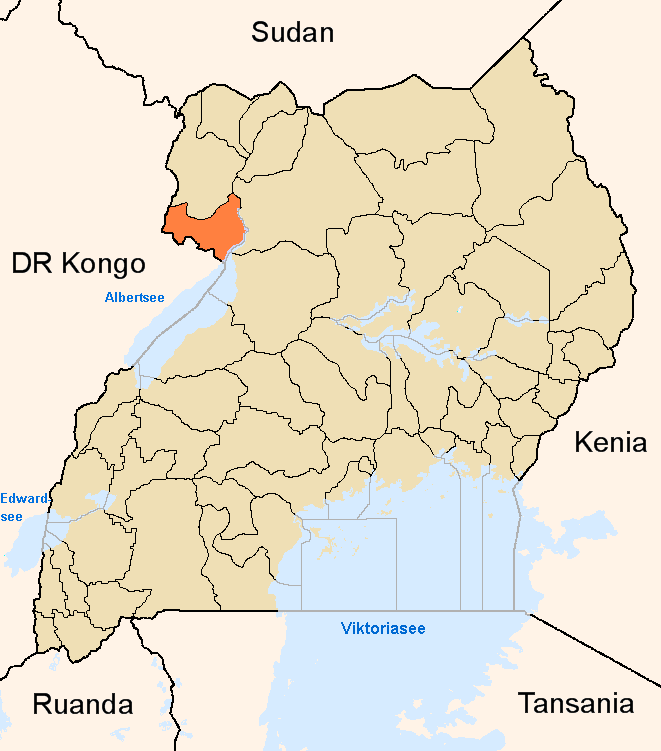
네비 구의 위치

네비구(Nebbi)는 우간다 북서부에 위치한 구로, 행정 중심지는 네비이며 면적은 3,288km2, 인구는 266,310명(2002년 인구 조사 기준)이다.
행정 구역상으로는 북부 주에 속하며 3개 군(조남 군, 오코로 군, 파디에레 군)을 관할한다. 북쪽으로는 아루아 구, 남동쪽으로는 앨버트호를 경계로 불리사 구와 인접해 있고 동쪽으로는 백나일강을 경계로 아무루 구와 인접해 있으며 남쪽과 서쪽으로는 콩고 민주 공화국 이투리 주와 접한다.

## 인구
| 연도 | Est. Pop. | ±%    |
| ---- | --------- | ----- |
| 2002 | 266,300   | —     |
| 2003 | 273,500   | +2.7% |
| 2004 | 280,900   | +2.7% |
| 2005 | 288,500   | +2.7% |

| 연도 | Est. Pop. | ±%    |
| ---- | --------- | ----- |
| 2006 | 296,300   | +2.7% |
| 2007 | 304,300   | +2.7% |
| 2008 | 312,500   | +2.7% |
| 2009 | 320,900   | +2.7% |

| 연도 | Est. Pop. | ±%    |
| ---- | --------- | ----- |
| 2010 | 329,600   | +2.7% |
| 2011 | 338,500   | +2.7% |

## 같이 보기
- 북부주 (우간다)
- 우간다의 행정 구역